# قانون صفر-واحد لكولموغوروف
قانون صفر-واحد لكولموغوروف ، واسمه تكريما لأندريه نيكولايفيتش كولموغوروف هو من أهم القوانين المعروفة باستنتاجات الرياضيات القديمة حيث قام عليها علم صناعة الرقميات الحديثة والتي باستخدامها تشاهد هذا المقال الآن
حيث يتم حفظ المعلومة على شكل مجموعة معقدة من البكات من صفر وواحد فمثلا حرف مثل أ يتكون من العديد من الأصفار والوحايد الموجدة في الداتاشيت داخل المعالج الرئيسي وهكذا.

## روابط خارجية
- The Legacy of Andrei Nikolaevich Kolmogorov Curriculum Vitae and Biography. Kolmogorov School. Ph.D. students and descendants of A. N. Kolmogorov. A. N. Kolmogorov works, books, papers, articles. Photographs and Portraits of A. N. Kolmogorov.